# Ichtegem
Ichtegem is een plaats en gemeente in de Belgische provincie West-Vlaanderen. Ichtegem is een fusiegemeente en bestaat uit Ichtegem, Eernegem en Bekegem. De gemeente telt ruim 14.000 inwoners. Ichtegem is verbroederd met het Zwitserse Wassen.

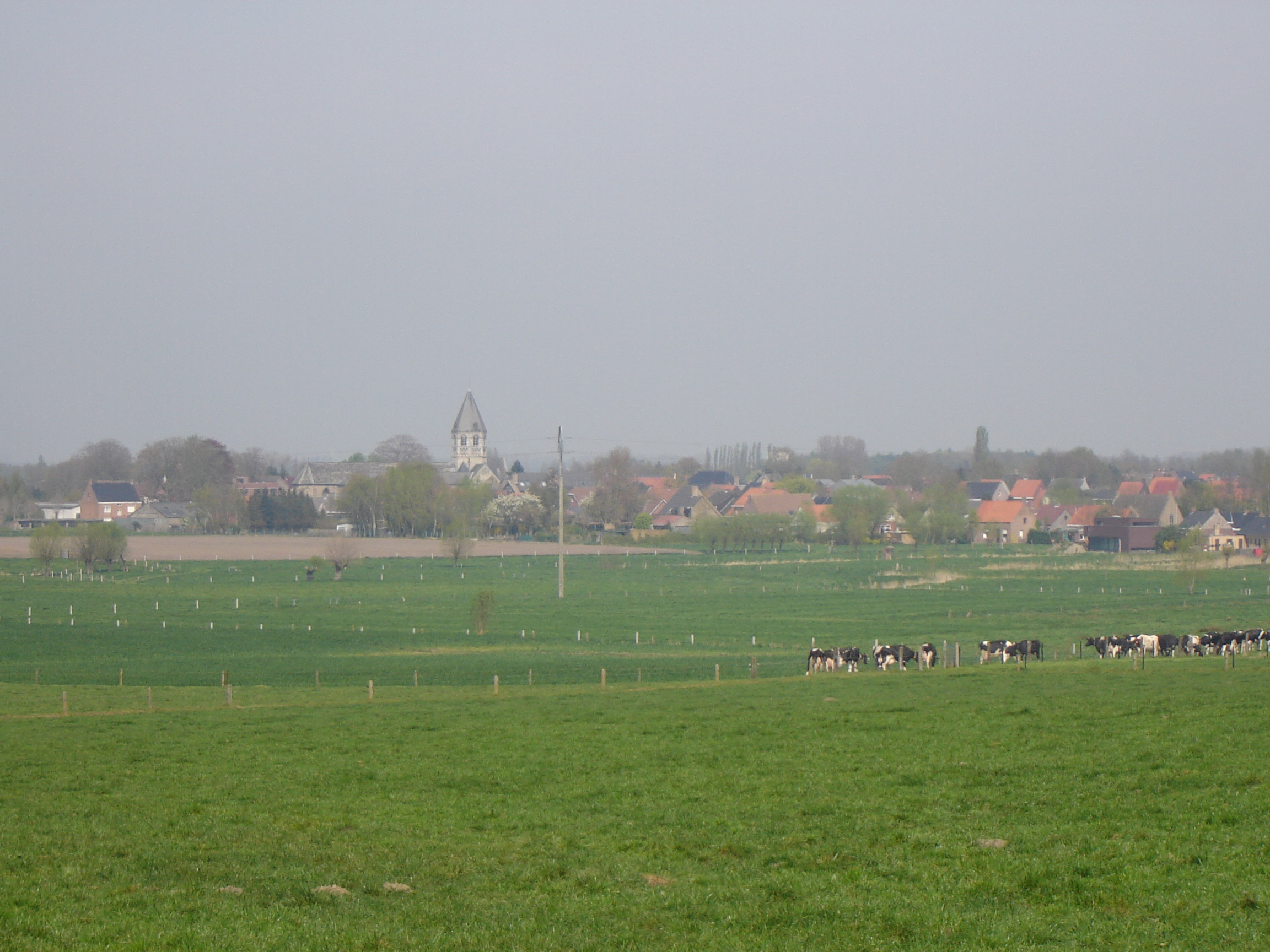
Dorpskern van Ichtegem, vanaf de Ruidenberg

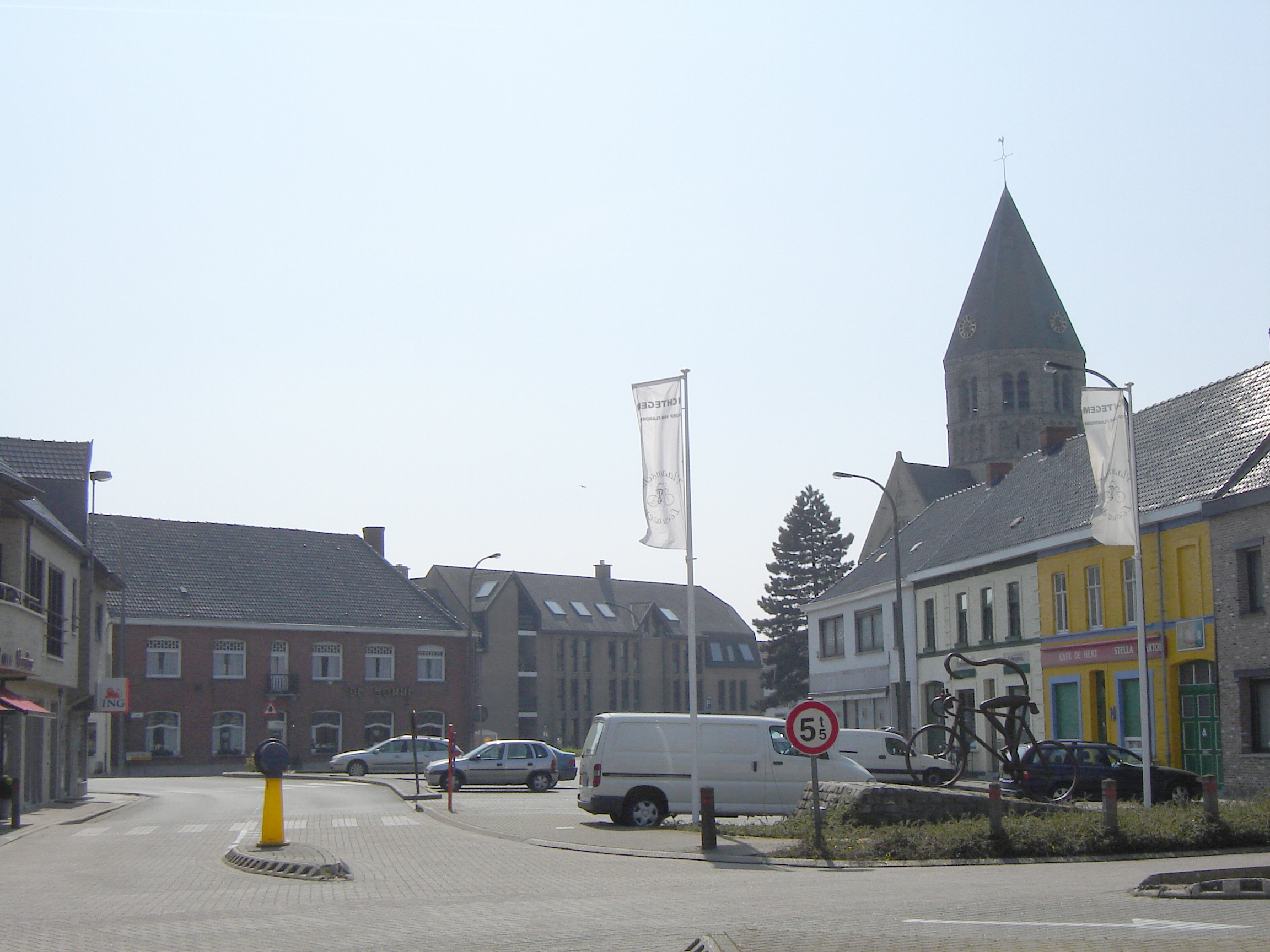
Markt en Sint-Michielskerk

## Kernen
Ichtegem bestaat naast Ichtegem-centrum nog uit de deelgemeenten Eernegem en Bekegem. Eernegem is een grote deelgemeente en telt meer inwoners dan de hoofdgemeente. Het gemeentehuis (administratief centrum van het gemeentebestuur) van Ichtegem bevindt zich ook in het centrum (Stationsstraat 1) van Eernegem. Bekegem is een kleiner landelijker dorp.
De dorpskern van Ichtegem zelf is lang uitgerekt langs de weg van Koekelare naar Aartrijke. Het centrum, met de markt en de kerk, ligt helemaal in het westen van deze kern, op nog geen twee kilometer van het centrum van Koekelare. Naar het oosten toe loopt de dorpskern ruim drie kilometer door langs Engelstraat en, voorbij de wijk De Engel aan de N33, de Zuidstraat. Naast deze lintbebouwing zijn nieuwere wijken of nijverheidszones pas later ontstaan.
Een tweetal kilometer ten zuiden van de dorpskern ligt de wijk De Reiger, bij het kruispunt van de weg naar Kortemark met de Diksmuidebaan N363 en ook met de Ruidenbergstraat en Zuster Clarastraat, op de vroegere Steenstraat.
| # | Naam           | Opp. (km²) | Inwoners (2020) | Inwoners per km² | NIS-code |
| - | -------------- | ---------- | --------------- | ---------------- | -------- |
| 1 | Ichtegem (I)   | 22,41      | 5.954           | 266              | 35006A   |
| 2 | Eernegem (II)  | 18,50      | 7.039           | 378              | 35006B   |
| 3 | Bekegem (III)] | 4,76       | 1.047           | 220              | 35006C   |

Ichtegem grenst aan volgende dorpen:
| - a. Koekelare (gemeente Koekelare) - b. Moere (stad Gistel) - c. Westkerke (stad Oudenburg) - d. Roksem (stad Oudenburg) - e. Zerkegem (gemeente Jabbeke) |

| - f. Aartrijke (gemeente Zedelgem) - g. Wijnendale (stad Torhout) - h. Torhout (stad Torhout) - i. Kortemark (gemeente Kortemark) - j. Handzame (meer bepaald het dorp Edewalle, gemeente Kortemark) |

### Kaart

Ichtegem, deelgemeenten en buurgemeenten. De gele gebieden zijn bebouwde kernen.

## Geschiedenis
Vermoedelijk was het grondgebied van Ichtegem in de prehistorie al bewoond, maar systematisch archeologisch onderzoek werd nog niet uitgevoerd. Wel zijn er vondsten uit het laat-neolithicum, terwijl op luchtfoto's zichtbare cirkelvormige structuren duiden op grafheuvels uit de bronstijd of ijzertijd. Uit de Romeinse tijd zijn bewoningssporen bekend. De Brugse heirweg (Engelstraat, Koekelarestraat en Zuidstraat) hoeft niet noodzakelijkerwijs van Romeinse oorsprong te zijn, maar kan ook als middeleeuwse handelsweg zijn ontstaan. De naam van Ichtegem kan in de 7e of 8e eeuw zijn ontstaan. De naam Ichtegem is van Germaanse oorsprong.
Het nabijgelegen Kasteel van Wijnendale stamt uit de 11e eeuw. Omstreeks 1026 kwam Ichtegem voor het eerst voor in documenten, en wel als Hettingeem. De uitgestrekte woeste gronden werden van eind 11e tot de 13e eeuw ontgonnen. De Abdij van Sint-Bertinus te Sint-Omaars en de Sint-Pietersabdij te Oudenburg speelden hier een belangrijke rol in. Omstreeks 1250 was een pottenbakkerij in bedrijf. In 1331 was er al sprake van een kapel die aan Sint-Winok was gewijd.
De godsdiensttroebelen in de 2e helft van de 16e eeuw leidden tot verwoesting van enkele kapellen en ook de kerk werd zwaar beschadigd. In het Wijnendalebos huisden de Bosgeuzen die het omliggende land onveilig maakte. Het land raakte ontvolkt en een pestepidemie omstreeks 1580 vertraagde de herbevolking. Vanaf 1639 kwamen ook mensen uit Artesië naar deze streken en vestigden zich in het gehucht De Reiger, dat sindsdien in de volksmond Artoys werd genoemd.
Van 1764-1775 werden, onder Oostenrijks bewind, nieuwe -vaak kaarsrechte- wegen aangelegd, zoals de weg van Torhout naar Oostende.
Van 1840-1850 was er sprake van economische neergang: crisis in de vlasnijverheid, mislukte oogsten en een tyfusepidemie. Zo waren vele inwoners genoodzaakt elk jaar naar Frankrijk te trekken om daar bij het oogsten te helpen: de Fransmans. Vanaf 1868 was ook Spoorlijn 62, van Torhout naar Oostende, in gebruik. Tot de nijverheid behoorden brouwerijen en een steenoven (1882).
Tijdens de Eerste Wereldoorlog hadden de Duitsers een veldhospitaal in het klooster en de school. De overledenen werden begraven en hun stoffelijke resten werden in 1930 overgebracht naar het Duitse kerkhof te Vladslo. Ook werd er in 1917 een vliegveld aangelegd.
Vooral na de Tweede Wereldoorlog verdwenen de Fransmans geleidelijk uit beeld, ten gevolge van de landbouwmechanisatie. De plaatselijke zuivelfabriek sluit in 1979. Ondertussen werd in 1975 een nieuwe fusiegemeente Ichtegem gevormd, waarvan ook Eernegem en Bekegem deel gingen uitmaken.

## Bezienswaardigheden
- Het Wijnendalebos
- De Sint-Michielskerk bevat nog enkele delen van het oude 15de-eeuwse laat-romaanse kerkje, namelijk de kruisbeuk met gotisch venster, de koornis en de basis van de vieringtoren. In 1884 verdween het romaanse schip en kwam een driebeukig schip in de plaats. Er kwam een nieuwe ingang, op de plaats van het vroegere koor dat naar het oosten was gericht. In de plaats kwam ook een nieuw naar het westen gericht koor. Van de toren is de basis nog het oudst; erbovenop is een achtkantige toren gebouwd.
- De Engelkerk in de wijk De Engel, van 1979.
- Kasteel Rosendahl

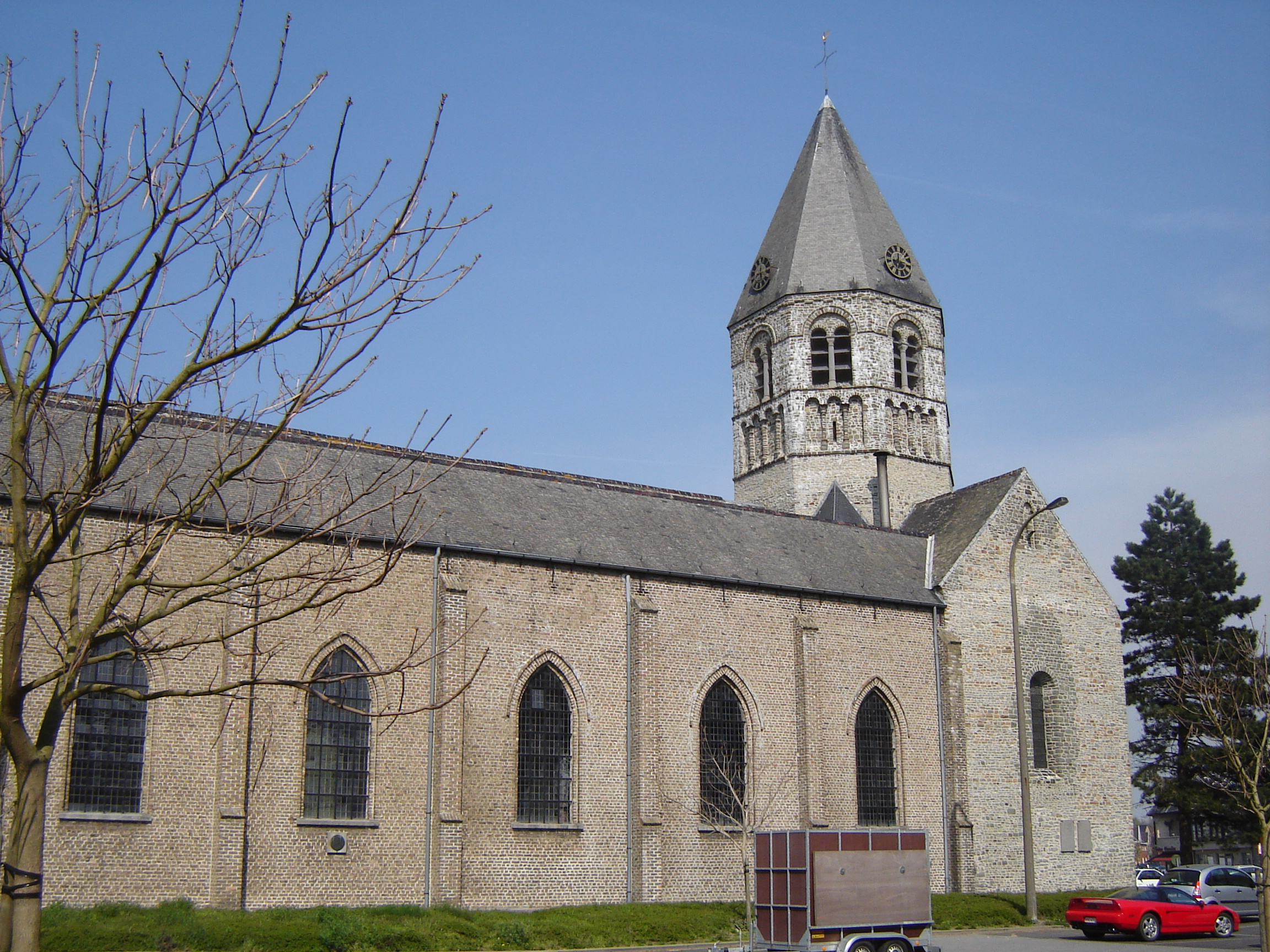
Sint-Michielskerk, zijbeuk en toren
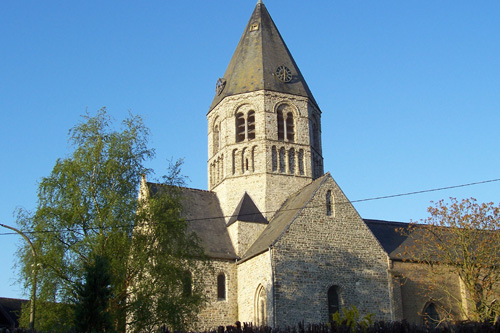
Sint-Michielskerk, toren
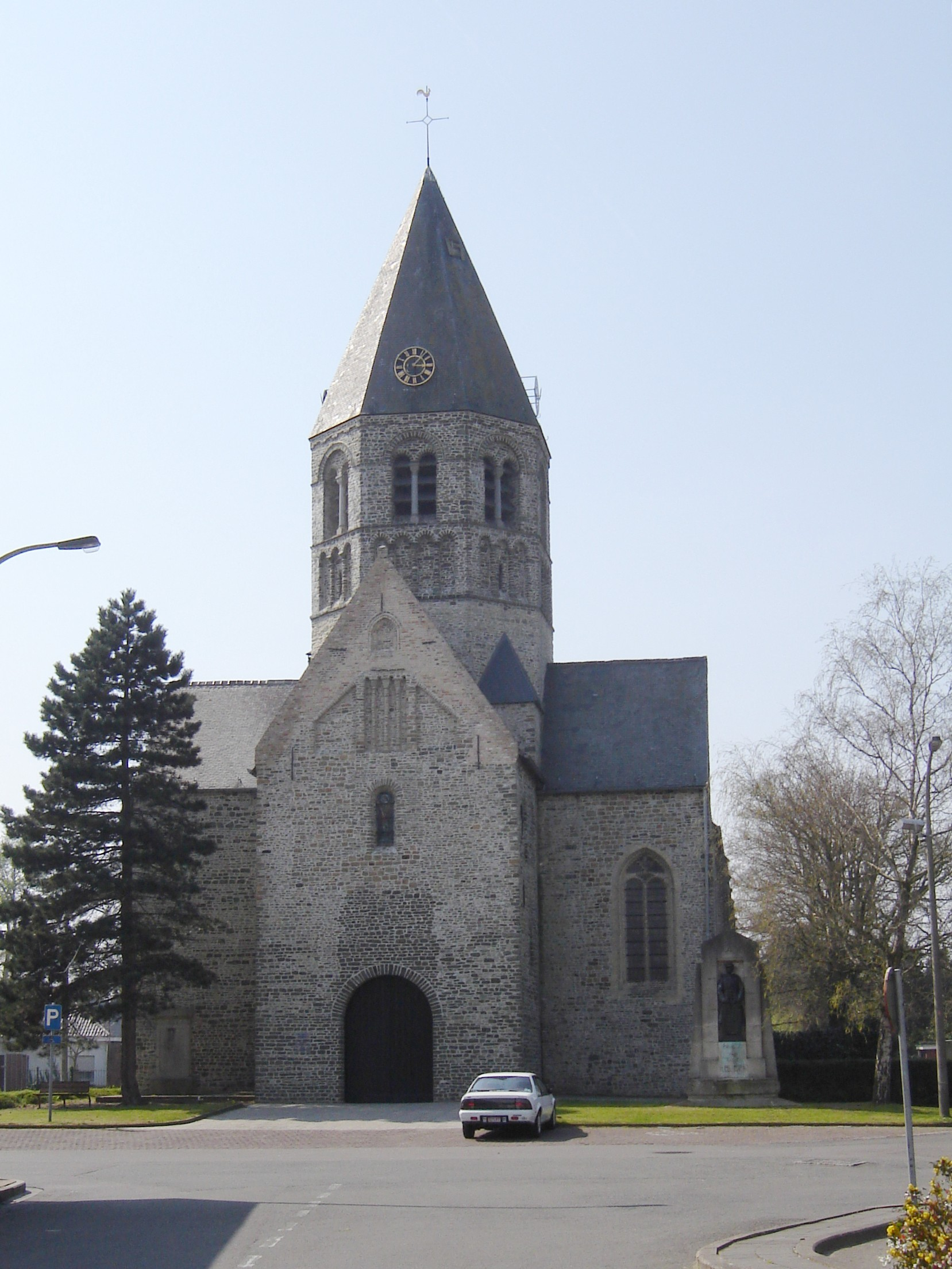
Sint-Michielskerk, ingang en toren

## Natuur en landschap
Ichtegem ligt in Zandig Vlaanderen (Westelijk Houtland) met een hoogte van 10 tot 20 meter. In het zuidoosten vindt men de steilrand naar het Plateau van Wijnendale, waar men ook het Wijnendalebos en Kasteel van Wijnendale vindt. Hier is 51 meter het hoogste punt, bij het gehucht De Reiger. Het plateau vormt een waterscheiding: beken ten zuiden hiervan lopen af in zuidelijke richting, naar de Handzamevaart. Beken ten noorden hiervan lopen in noordelijke richting naar de Moerdijkvaart.

## Economie
In de gemeente is Brouwerij Strubbe actief, brouwer van verschillende streekbieren.  De brouwerij brouwt de Ichtegem's bieren, die naar de gemeente genoemd zijn. Vroeger waren er meer brouwerijen, zoals brouwerij De Engel, en ook heeft er een steenfabriek gestaan. In de landbouw was onder meer de vlasteelt van belang.

## Cultuur
In de volksvertellingen van Ichtegem wordt al eeuwenlang gesproken over Triene van de Ruidenberg, ook wel bekend als De Dikke Vrouw van de Ruidenberg. Triene was een reusachtige vrouw die volgens de mythe lang geleden op de Ruidenberg woonde. Ze stond bekend om haar gulzigheid en kracht, maar ook om haar liefde voor het dorp. Triene hielp de boeren met het ploegen van hun velden, droeg karren vol graan op haar schouders en beschermde het dorp tegen bandieten. In ruil daarvoor kreeg ze voedsel – heel veel voedsel.
Het verhaal gaat dat Triene op een dag een pact sloot met de geesten van de heuvel om het dorp te beschermen tegen een grote storm. Maar de geesten stelden een voorwaarde: Triene mocht nooit meer een maaltijd weigeren die haar door de dorpelingen werd aangeboden. Jarenlang ging dit goed, totdat een boer op een koude winteravond vergat haar brood te brengen. Uitgehongerd en woedend stampte Triene over de heuvel, en haar reusachtige voetstappen zouden de kronkels in de paden van de Ruidenberg hebben gevormd.
Volgens de mythe werd Triene opgeslokt door de aarde toen ze haar belofte aan de geesten brak. Maar op stormachtige nachten, wanneer de wind door de bomen giert, zeggen de bewoners dat je het zware gekraak van haar stappen kunt horen. En wie op de Ruidenberg gaat wandelen met eten in zijn tas en het niet opeet, loopt het risico Triene’s geest tegen te komen. Men zegt dat ze als een kolossale, schimmige verschijning verschijnt en dreigend vraagt: "Heb je iets voor mij?" Als je geen voedsel aanbiedt, neemt ze je mee in de mist.
Tot op de dag van vandaag waarschuwen de ouderen van Ichtegem kinderen om nooit zonder eten naar de Ruidenberg te gaan. Want je weet nooit of Triene daar nog steeds hongerig rond dwaalt.

## Demografie

### Demografische evolutie voor de fusie
- Bronnen:NIS en Gemeente Ichtegem - Opm:1831 t/m 1970=volkstellingen op 31 december; 1976= inwoneraantal per 31 december

### Demografische ontwikkeling van de fusiegemeente
Alle historische gegevens hebben betrekking op de huidige gemeente, inclusief deelgemeenten, zoals ontstaan na de fusie van 1 januari 1977.
- Bronnen:NIS, Opm:1831 tot en met 1981=volkstellingen; 1990 en later= inwonertal op 1 januari

| Inwoners van jaar tot jaar op 1 januari 1992 tot heden | Inwoners van jaar tot jaar op 1 januari 1992 tot heden | Inwoners van jaar tot jaar op 1 januari 1992 tot heden |
| jaar                                                   | Aantal                                                 | Evolutie: 1992=index 100                               |
| ------------------------------------------------------ | ------------------------------------------------------ | ------------------------------------------------------ |
| 1992                                                   | 12.908                                                 | 100,0                                                  |
| 1993                                                   | 13.009                                                 | 100,8                                                  |
| 1994                                                   | 13.119                                                 | 101,6                                                  |
| 1995                                                   | 13.192                                                 | 102,2                                                  |
| 1996                                                   | 13.195                                                 | 102,2                                                  |
| 1997                                                   | 13.205                                                 | 102,3                                                  |
| 1998                                                   | 13.206                                                 | 102,3                                                  |
| 1999                                                   | 13.174                                                 | 102,1                                                  |
| 2000                                                   | 13.242                                                 | 102,6                                                  |
| 2001                                                   | 13.272                                                 | 102,8                                                  |
| 2002                                                   | 13.349                                                 | 103,4                                                  |
| 2003                                                   | 13.429                                                 | 104,0                                                  |
| 2004                                                   | 13.389                                                 | 103,7                                                  |
| 2005                                                   | 13.340                                                 | 103,3                                                  |
| 2006                                                   | 13.423                                                 | 104,0                                                  |
| 2007                                                   | 13.493                                                 | 104,5                                                  |
| 2008                                                   | 13.571                                                 | 105,1                                                  |
| 2009                                                   | 13.687                                                 | 106,0                                                  |
| 2010                                                   | 13.839                                                 | 107,2                                                  |
| 2011                                                   | 13.860                                                 | 107,4                                                  |
| 2012                                                   | 13.898                                                 | 107,7                                                  |
| 2013                                                   | 13.869                                                 | 107,4                                                  |
| 2014                                                   | 13.929                                                 | 107,9                                                  |
| 2015                                                   | 13.952                                                 | 108,1                                                  |
| 2016                                                   | 13.945                                                 | 108,0                                                  |
| 2017                                                   | 13.950                                                 | 108,1                                                  |
| 2018                                                   | 13.939                                                 | 108,0                                                  |
| 2019                                                   | 14.050                                                 | 108,8                                                  |
| 2020                                                   | 14.041                                                 | 108,8                                                  |
| 2021                                                   | 14.068                                                 | 109,0                                                  |
| 2022                                                   | 14.139                                                 | 109,5                                                  |
| 2023                                                   | 14.355                                                 | 111,2                                                  |
| 2024                                                   | 14.516                                                 | 112,5                                                  |
| 2025                                                   | 14.622                                                 | 113,3                                                  |

## Politiek

### Structuur
| Ichtegem         | Ichtegem         | Supranationaal         | Nationaal                         | Nationaal                         | Gemeenschap               | Gewest                    | Provincie                 | Arrondissement            | Provinciedistrict | Kanton          | Gemeente        |
| ---------------- | ---------------- | ---------------------- | --------------------------------- | --------------------------------- | ------------------------- | ------------------------- | ------------------------- | ------------------------- | ----------------- | --------------- | --------------- |
| Administratief   | Niveau           | Europese Unie          | België                            | België                            | Vlaanderen                | Vlaanderen                | West-Vlaanderen           | Oostende                  | Oostende          | Oostende        | Ichtegem        |
| Administratief   | Bestuur          | Europese Commissie     | Belgische regering                | Belgische regering                | Vlaamse regering          | Vlaamse regering          | Deputatie                 | Deputatie                 | Deputatie         | Deputatie       | Gemeentebestuur |
| Administratief   | Raad             | Europees Parlement     | Kamer van Volksvertegenwoordigers | Kamer van Volksvertegenwoordigers | Vlaams Parlement          | Vlaams Parlement          | Provincieraad             | Provincieraad             | Provincieraad     | Provincieraad   | Gemeenteraad    |
| Kiesomschrijving | Kiesomschrijving | Nederlands Kiescollege | Kieskring West-Vlaanderen         | Kieskring West-Vlaanderen         | Kieskring West-Vlaanderen | Kieskring West-Vlaanderen | Kieskring West-Vlaanderen | Oostende-Veurne-Diksmuide | Oostende          | Gistel          | Ichtegem        |
| Verkiezing       | Verkiezing       | Europese               | Federale                          | Federale                          | Vlaamse                   | Vlaamse                   | Provincieraads-           | Provincieraads-           | Provincieraads-   | Provincieraads- | Gemeenteraads-  |

### Burgemeesters
- 1971-1982: Prosper Dupon (CVP)
- 1983-1998: Gilbert Debreuck (SP)
- 1998-2018: Karl Bonny (CD&V)
- 2019-2021: Jan Bekaert (WIT)
- 2022-heden: Lieven Cobbaert (Liberaal 2018)

### Verkiezingen 2012
Na de verkiezingen van zondag 14 oktober 2012 werden volgende partijen gekozen in de gemeenteraad:
- 7 zetels: CD&V
- 6 zetels: WIT
- 6 zetels: Liberaal 2012 (kartel tussen Open Vld en BLAUW)
- 2 zetels: N-VA
- 2 zetels: sp.a

Na de bekendmaking van de uitslag smeedde CD&V een coalitie met de lokale partij WIT. Karl Bonny kon aan zijn vierde termijn als burgemeester beginnen.

### Verkiezingen 2018
Na de verkiezingen van zondag 14 oktober 2018 werden volgende partijen gekozen in de gemeenteraad:
- 7 zetels: CD&V
- 7 zetels: Liberaal 2018 (kartel tussen Open-Vld, BLAUW en N-VA)
- 7 zetels: WIT
- 1 zetel:  Vlaams Belang
- 1 zetel:  Sp.a & Co.

Liberaal 2018 en WIT vormden een coalitie en verdeelden de burgemeesterssjerp voor elk drie jaar. Eerst was Jan Bekaert van WIT burgemeester, daarna was het de beurt aan Lieven Cobbaert van Liberaal2018.

### Verkiezingen 2024
Na de verkiezingen van zondag 13 oktober 2024 werden volgende partijen gekozen in de gemeenteraad:
- 8 zetels: Team Burgemeester (voorheen Liberaal 2018)
- 8 zetels: cd&v8480
- 5 zetels: WIT
- 2 zetels: Vlaams Belang

Team Burgemeester en WIT hernieuwden hun coalitie. Uittredend burgemeester Lieven Cobbaert kon zijn mandaat verlengen.

### Resultaten gemeenteraadsverkiezingen sinds 1976
| Partij of kartel     | Partij of kartel                                            | 10-10-1976 | 10-10-1976 | 10-10-1982 | 10-10-1982 | 9-10-1988 | 9-10-1988 | 9-10-1994 | 9-10-1994 | 8-10-2000 | 8-10-2000 | 8-10-2006 | 8-10-2006 | 14-10-2012 | 14-10-2012 | 14-10-2018 | 14-10-2018 | 13-10-2024 | 13-10-2024 |
| Stemmen / Zetels     | Stemmen / Zetels                                            | %          | 21         | %          | 23         | %         | 23        | %         | 23        | %         | 23        | %         | 23        | %          | 23         | %          | 23         | %          | 23         |
| -------------------- | ----------------------------------------------------------- | ---------- | ---------- | ---------- | ---------- | --------- | --------- | --------- | --------- | --------- | --------- | --------- | --------- | ---------- | ---------- | ---------- | ---------- | ---------- | ---------- |
|                      | CVP1 / CD&V2 / CD&V84803                                    | 38,231     | 9          | 42,041     | 10         | 40,291    | 11        | 34,981    | 9         | 29,011    | 8         | 30,462    | 8         | 27,392     | 7          | 29,02      | 7          | 31,23      | 8          |
|                      | VLD1 / Liberaal 20123 / Liberaal 20184 / Team Burgemeester5 | -          |            | -          |            | -         |           | 19,391    | 5         | 25,261    | 7         | 17,031    | 4         | 24,383     | 6          | 28,04      | 7          | 32,85      | 8          |
|                      | BLAUW2                                                      | -          | 19,82      | -          | 4          | -         |           | 19,391    | 5         | 25,261    | 7         |           |           | 24,383     | 6          | 28,04      | 7          | 32,85      | 8          |
|                      | W.I.T. (Werken aan Ichtegems/Ieders Toekomst)1 / BIESA      | -          |            | -          |            | -         |           | 17,731    | 4         | 19,031    | 5         | 25,96A    | 6         | 26,41      | 6          | 26,11      | 7          | 20,31      | 5          |
|                      | SP1 / BIESA / sp.a2 / sp.a & co3 / Vooruit4                 | -          |            | -          |            | 26,731    | 6         | -         |           | 12,021    | 2         | 25,96A    | 6         | 10,542     | 2          | 8,13       | 1          | 4,94       | 0          |
|                      | Vlaams Blok1 / Vlaams Belang2                               | -          |            | -          |            | -         |           | -         |           | 3,831     | 0         | 6,762     | 1         | -          |            | 8,82       | 1          | 10,72      | 2          |
|                      | VU / N-VA                                                   | -          |            | -          |            | -         |           | 1,61      | 0         | -         |           | -         |           | 11,292     | 2          | -          |            | -          |            |
|                      | Agalev                                                      | -          |            | -          |            | -         |           | 4,19      | 0         | 2,46      | 0         | -         |           | -          |            | -          |            | -          |            |
|                      | SAMEN                                                       | -          |            | -          |            | -         |           | -         |           | 8,4       | 1         | -         |           | -          |            | -          |            | -          |            |
|                      | NB                                                          | 14,46      | 3          | 24,64      | 6          | -         |           | 22,12     | 5         | -         |           | -         |           | -          |            | -          |            | -          |            |
|                      | A88                                                         | -          |            | -          |            | 6,54      | 0         | -         |           | -         |           | -         |           | -          |            | -          |            | -          |            |
|                      | GMB                                                         | -          |            | -          |            | 26,45     | 6         | -         |           | -         |           | -         |           | -          |            | -          |            | -          |            |
|                      | GB                                                          | -          |            | 26,28      | 6          | -         |           | -         |           | -         |           | -         |           | -          |            | -          |            | -          |            |
|                      | VDV                                                         | -          |            | 7,03       | 1          | -         |           | -         |           | -         |           | -         |           | -          |            | -          |            | -          |            |
|                      | CENTER                                                      | 22,86      | 5          | -          |            | -         |           | -         |           | -         |           | -         |           | -          |            | -          |            | -          |            |
|                      | DNT                                                         | 11,69      | 2          | -          |            | -         |           | -         |           | -         |           | -         |           | -          |            | -          |            | -          |            |
|                      | NGB                                                         | 12,77      | 2          | -          |            | -         |           | -         |           | -         |           | -         |           | -          |            | -          |            | -          |            |
| Totaal stemmen       | Totaal stemmen                                              | 8527       | 8527       | 9101       | 9101       | 9446      | 9446      | 9671      | 9671      | 9851      | 9851      | 10307     | 10307     | 10465      | 10465      | 10467      | 10467      | 7160       | 7160       |
| Opkomst %            | Opkomst %                                                   |            |            |            |            | 97,21     | 97,21     | 96,13     | 96,13     | 95,72     | 95,72     | 96,85     | 96,85     | 94,98      | 94,98      | 94,5       | 94,5       | 62,8       | 62,8       |
| Blanco en ongeldig % | Blanco en ongeldig %                                        | 2,66       | 2,66       | 5,02       | 5,02       | 4,77      | 4,77      | 4,91      | 4,91      | 5,47      | 5,47      | 5,13      | 5,13      | 4,91       | 4,91       | 4,8        | 4,8        | 1,2        | 1,2        |

De rode cijfers naast de gegevens duiden aan onder welke naam de partijen telkens bij een verkiezing opkwamen.

De zetels van de gevormde meerderheid staan vetjes afgedrukt. De grootste partij is in kleur.

## Sport
- Tijdens de wielerwedstrijd de Ronde van Vlaanderen (2006) was Ichtegem het "Dorp van de Ronde".
- Jaarlijks wordt de slotrit van de Omloop der Vlaamse Ardennen (behorende tot de 3-daagse van West-Vlaanderen - Johan Museeuw Classics) in Ichtegem gehouden.
- Het beeldhouwwerk "Ode aan de Vlaamsche leeuwen" op de markt is een verwijzing naar het wielerverleden van de gemeente met namen als Jules Vanhevel en Richard Depoorter en de jaarlijkse Omloop der Vlaamse Ardennen.

## Verkeer
- Tot 1963 had Ichtegem (Station Ichtegem) zijn eigen station gelegen langs de Spoorlijn 62.
- Tot 1951 werd Ichtegem bediend door de Tramlijn 342 (NMVB)/West-Vlaanderen.

## Bekende inwoners
- Macharius Gryson, kunstenaar
- Josuë Dupon (1864 - 1935), kunstenaar
- Jules Vanhevel (1895 - 1969), wielrenner
- Michel Vanderbauwhede (1901 - 1977), voetballer
- Richard Depoorter (1915 - 1948), wielrenner
- Irénée Duriez (1950), kunstenaar
- Stive Vermaut (1975 - 2004), wielrenner
- Kamiel (zanger) (1951 - 2008), zanger
- Katrien Devos (1951)
- Kyriani Sabbe (2005), voetballer

## Nabijgelegen kernen
Koekelare, Aartrijke, Eernegem, Wijnendale